# Torbejewo (Mordwinien)
Torbejewo (russisch Торбе́ево, mokschanisch Тарбей) ist eine Siedlung städtischen Typs in der Republik Mordwinien in Russland mit 9373 Einwohnern (Stand 14. Oktober 2010).

## Geographie
Der Ort liegt knapp 130 km Luftlinie westsüdwestlich der Republikhauptstadt Saransk unweit der Grenze zur Oblast Pensa. Er befindet sich bei der Quelle des Windrei, eines rechten Zuflusses des Wad-Nebenflusses Parza.
Torbejewo ist Verwaltungszentrum des Rajons Torbejewski sowie Sitz der Stadtgemeinde Torbejewskoje gorodskoje posselenije, zu der außerdem die Dörfer Masilug (2 km nordwestlich) und Schukulug (2 km nördlich) gehören.

## Geschichte
Der Ort wurde erstmals 1667 unter dem russifizierten Namen Tarbejewka erwähnt, abgeleitet vom turksprachigen Namen Tarbei.
Am 16. Juli 1928 wurde Torbejewo Verwaltungssitz des neu geschaffenen, nach ihm benannten Rajons. 1959 erhielt der Ort den Status einer Siedlung städtischen Typs.

### Bevölkerungsentwicklung
| Jahr | Einwohner |
| ---- | --------- |
| 1939 | 3760      |
| 1959 | 4644      |
| 1970 | 7010      |
| 1979 | 7424      |
| 1989 | 8924      |
| 2002 | 9351      |
| 2010 | 9373      |

Anmerkung: Volkszählungsdaten

## Verkehr
Torbejewo besitzt einen Bahnhof bei Kilometer 481 der auf diesem Abschnitt 1894 eröffneten und seit 1960 elektrifizierten Eisenbahnstrecke Moskau – Rjasan – Sysran. Nordwestlich wird der Ort von einer Anschlussstrecke (ehemals R180) der föderalen Fernstraße M5 umgangen, die etwa 20 km südwestlich von der Haupttrasse Moskau – Samara – Tscheljabinsk abzweigt und weiter über Krasnoslobodsk in die Republikhauptstadt Saransk führt.

## Söhne und Töchter des Ortes
- Michail Dewjatajew (1917–2002), Kampfflieger und Kriegsheld